# سلدن جي. هووبر
سلدن جي. هووبر (بالإنجليزية: Selden G. Hooper)‏ هو ضابط أمريكي، ولد في 25 ديسمبر 1904، وتوفي في 7 فبراير 1976.